# Pemra Özgen
Pemra Özgen (Istanbul, 8 mei 1986) is een tennisspeelster uit Turkije.
Zij begon op achtjarige leeftijd met het spelen van tennis. Ze speelde 81 partijen voor Turkije op de Fed Cup.
Vele malen kreeg Özgen een wildcard voor het WTA-toernooi van Istanbul. Op de Middellandse Zeespelen van 2009 behaalde ze samen met Çağla Büyükakçay een zilveren medaille in het damesdubbelspel.